# 火鳥六
火鸟六（α Phe/ 凤凰座α）是凤凰座最亮星，俗名Ankaa，来源于阿拉伯语“‎”（凤凰）。中世纪阿拉伯天文学家把该星座看做小船，因此该星还有另一个著名的名字Nair al-Zaurak，源于“‎”（小船的最亮星）。火鸟六的拉丁名为Cymbae，源自lūcida cumbæ。
与多数肉眼可见的恒星一样，火鸟六也是一颗中等大小的橙巨星。它现在处于短暂但稳定的氦聚变阶段的中期，最终将变成一颗行星状星云围绕的白矮星。火鸟六是一个小型聚星集团的成员，但其人类对其伴星了解甚少。